# Asnières-sur-Blour
Asnières-sur-Blour là một xã, tọa lạc ở tỉnh Vienne trong vùng Nouvelle-Aquitaine, Pháp. Xã này có diện tích 32,49 km², dân số năm 2006 là 202 người. Xã nằm ở khu vực có độ cao trung bình 210 m trên mực nước biển. 

## Hành chính
| Danh sách các xã trưởng |                  |                     |      |         |
| Giai đoạn               | Giai đoạn        | Tên                 | Đảng | Tư cách |
| mars 2001               | tháng 3 năm 2008 | Cécile de Rocquigny |      |         |
| mars 2008               |                  | Jean Médan          |      |         |

## Biến động dân số
| Năm | 1962 | 1968 | 1975 | 1982 | 1990 | 1999 | 2006 |
| --- | ---- | ---- | ---- | ---- | ---- | ---- | ---- |
| Dân số | 312  | 388  | 329  | 304  | 225  | 191  | 202  |
| From the year 1962 on: No double counting—residents of multiple communes (e.g. students and military personnel) are counted only once. |      |      |      |      |      |      |      |